# Giorgio Mainerio
Giorgio Mainerio (c. 1530-1540 - 3 o 4 de maig de 1582) era un músic i compositor italià.

## Biografia
Mainerio va néixer a Parma; el seu pare probablement havia nascut a Escòcia: de fet, ell emprava com a cognom el de Mayner. Tot i que la música formà part dels seus estudis, la seva primera feina no fou com a músic. El 1560, quan ja era prevere, va voler esdevenir capellà (altarista) de l'església de Santa Maria Annunziata de la ciutat d'Udine.
Va romandre deu anys a la ciutat d'Udine (entre 1560 i 1570), gràcies a la música que havia estudiat i a les lliçons de contrapunt que en aquella ciutat va rebre de Gabriele Martinengo (que fou mestre de capella a Udine entre 1562 i 1567) i d'Ippolito Chiamaterò (que succeí a aquell en el càrrec entre 1567 i 1570) va començar una carrera musical, que segurament que va ser més lucrativa per a ell que no pas l'eclesiàstica. Ben aviat es va començar a interessar per la màgia, la nigromància, l'ocultisme i l'astrologia i van començar a córrer rumor que a les nits es dedicava -junt amb algunes dones- a rituals nocturns prohibits. La inquisició d'Aquileia inicià una investigació preliminar, però no van trobar cap prova que hagués fet res prohibit i la causa es va tancar. Però després els problemes amb els col·legues del capítol de canonges d'Udine, de manera que es traslladà a fer de capellà a la basílica patriarcal Aquileia i s'instal·là a viure als edificis del Patriarcat que es trobaven en un indrets aïllat i tranquil.
L'any 1578 esdevingué mestre de capella a la Santa Chiesa d'Aquileia. Els darrers deu anys de la seva vida va tenir problemes de salut, de manera que sovint no podia atendre els seus deures a l'església perquè havia d'anar a Venècia, a Ancona o a prendre aigües termals.

## Obres
Mainerio va escriure sobretot música religiosa, tot i que també va publicar música de dansa: Il primo libro de' balli (El primer llibre de danses) que va imprimir i publicar Guardano a Venècia l'any 1578. Segurament la més coneguda de les obres contingudes en aquest recull és "Schiarazula Marazula". Anteriorment, l'any 1574, l'editor G. Bariletto, de Vènècia, li havia publicat un recull de música religiosa, en el qual hi ha un Regina Coeli. Posteriorment, el 1580, encara publicà -també a Guardano, de Venècia- una altra col·lecció de música sacra titulada 'Sacra cantica Beatissimae M Virg omnitonum sex vocum parium canenda on hi ha un O sacrun convivium a sis veus
 "Schiarazula Marazula" (?·pàg.)

## La seva música en la cultura popular
Una adaptació de la seva "Schiarazula Marazula" apareix com a Ballo in Fa diesis minore en l'àlbum La pulce d'acqua, l'Angelo Branduardi, (1977; edició anglesa titulada Fables and Fantasies del 1979). Probablement aquest sigui el punt d'arrencada de la utilització d'aquesta tonada per diversos grups de grallers, tot i que podria ser degut al fet que apareixia a l'LP Tanzmusik der Renaissance / Danzas del Renacimiento que Archiv Produktion publicà l'any 1973, i que va tenir una notable difusió.